# Potamonautes unisulcatus
Potamonautes unisulcatus là một loài động vật giáp xác thuộc họ Potamonautidae. Loài này có ở Sudan, Tanzania, và Uganda.